# Can’t Let You Do It
Can’t Let You Do It [kɑːnt lɛt juː duː ɪt] (englisch sinngemäß: „Kann es Dich/Euch nicht machen lassen“) ist ein Titel aus der Feder des US-amerikanischen Musikers J. J. Cale aus den Genres Rock und Pop-Rock. Der britische Rockmusiker Eric Clapton interpretierte das Stück auf seinem 2016 erschienenes Studioalbum I Still Do.

## Geschichte und Musik
In einem Interview mit der US-amerikanischen Musikzeitschrift Guitar World erklärte Clapton, wie er dazu kam, den Titel aufzunehmen. Als der Brite zur Beerdigung von J. J. Cale im Jahr 2013 eintraf, redete Clapton ausgiebig mit Cales Witwe Christine Lakeland über Songs und Demos, die Cale aufgenommen, aber nicht veröffentlicht hat. „Ich bin sehr daran interessiert, sein komplettes Vermächtnis zu hören“, meinte Clapton unter anderem. Lakeland notierte, dass sie einige bislang unveröffentlichte Aufnahmen von Cale besitze. Nach einer Woche erhielt Clapton zwei Compact Discs mit ungefähr 20 unbekannten Liedern. Der Brite gab an, die Tonträger sicher in einen Tresor gelegt zu haben, da ihm die Aufnahmen sehr viel bedeuteten. 
Can’t Let You Do It handelt von einem Mann der mittleren Gesellschaft, der durch seine neue weibliche Bekanntschaft nicht zur höheren Elite gehören möchte und keine Veränderung zulässt. Das Stück wurde in E-Dur-Blues geschrieben und aufgenommen. Clapton nahm den Song auf und meinte, dass die Originalversion „unnachahmbar“ sei.
Weitere Mitwirkende bei Claptons Interpretation des Songs sind Dave Bronze an der Bassgitarre, Henry Spinetti am Schlagzeug, Andy Fairweather Low als Rhythmusgitarrist, Paul Carrack, Chris Stainton, Simon Climie und Walt Richmond am Keyboard sowohl Dirk Powell am Akkordeon und der Mundharmonika als auch Michelle John und Sharon White als Hintergrundsängerinnen.

## Veröffentlichung und Erfolg
Das Lied wurde als erste Auskopplung des Albums I Still Do am 27. März 2016 vom Label Polydor veröffentlicht. Zunächst war die Veröffentlichung nur auf den Musikstreamingdiensten Spotify, Deezer und Apple Music verfügbar. Am 11. April 2016 erschien die Single auch als digitaler Musikdownload in verschiedenen Internetplattformen wie beispielsweise Amazon Music.
In den Singlecharts der Regionen Flandern und Wallonien platzierte sich das Stück in den Ultratip-Übersichten, in denen die Single jeweils vier Wochen verweilte. In Polen erreichte die Single Platz 39 der Airplay-Charts.
Kritiker Jon M. Gilbertson von der Milwaukee Journal Sentinel meint, dass das Stück einen Teil von Claptons Karriere widerspiegele, da es so „hart“ und „dampfend“ sei. Journalist Graham Reid der Zeitung New Zealand Herald findet, dass Can’t Let You Do It eher ein Song der Swamp-Musik sei, die Band und Clapton aber „auf der Aufnahme alles gegeben“ hätten. Bruno Jaschke von der Wiener Zeitung lobte den typischen Tulsa-Sound, den Clapton sehr ähnlich zu Cale nachempfinden könne. Er bewertete die Interpretation als „reife Leistung“. Laut der Mittelbayerischen Zeitung habe Clapton mit dem Titel „seinen wunderbaren Groove-Teppich ausgerollt […]“. Kritiker Max Fellmann von den Süddeutschen Zeitung hörte in dem Song „eckigen Bluesfunk, bloß ein bisschen frisch raus geputzt […]“.